# Derek Iversen
Derek Iversen est un scénariste et acteur américain principalement connu pour son travail pour la série télévisée d'animation Bob l'éponge.

## Filmographie

### Scénariste
- 2001 : Les Pingouins de Madagascar (1 épisode)
- 2008-2012 : Bob l'éponge (30 épisodes)

### Acteur
- 1994 : Coagulation : Responsable de la salle de bain

### Autre
- 1998 : Les Castors allumés (4 épisodes) : Assistant producteur
- 2005-2007 : Bob l'éponge (47 épisodes) : Coordinateur de la production et assistant producteur